# Vladimir Aksjonov
Vladimir Viktorovitsj Aksjonov (Russisch: Влади́мир Ви́кторович Аксёнов) (Giblitsy (District Kasimovski), 1 februari 1935 – Moskou, 9 april 2024) was een Russisch ruimtevaarder. 
Aksjonov’s eerste ruimtevlucht was aan boord van Sojoez 22 en begon op 15 september 1976. Hoofddoel van deze vlucht was het maken van opnamen van de Aarde met behulp van een multi-spectrale camera. Daarnaast voerde de bemanning enige biologische experimenten uit.
Aksjonov werd in 1973 geselecteerd als kosmonaut, maakte in totaal twee ruimtevluchten (de tweede in 1980 aan boord van Sojoez T-2) en in 1988 ging hij als ruimtevaarder met pensioen. Aksjonov ontving meerdere onderscheidingen en titels, waaronder 2x Held van de Sovjet-Unie, de Medaille van verdienste voor ruimteonderzoek en 2x de Leninorde. 
Aksjonov overleed in 9 april 2024 op 89-jarige leeftijd.